# Бока (Сечањ)
Бока (мађ. Bóka) је насељено место у општини Сечањ, у Средњобанатском управном округу, у Србији. Према попису из 2022. било је 1.143 становника.

## Географски положај
Бока се налази у средњем Банату, на 45° 21' 11″ средње географске ширине и 20° 49' 47″ источне географске дужине.
Бока се простире 68-72 метара надморске висине. Југоисточно од места пролази железничка пруга Зрењанин — Вршац, јужно од места пролазила је железничка пруга Чот – Алибунар, а кроз Боку пролази магистрални пут Зрењанин – Вршац.
Бока има веома велики атар који се простире на северу до реке Тамиш, на западу до канала Дунав — Тиса – Дунав, на југу до канала Брзава, а на источној страни граничи се са атаром Шурјан и Конака. Сеоски атар граничи се са следећим местима: Неузина, Банатска Дубица, Сечањ, Јарковац, Конак и Шурјан.
По географским картама грофа Ф. К. Мерсија из 1723 — 1725. поток Иган се као притока уливао у Тамиш између Боке и Неузине.

## Историја
Бока је током своје историје више пута мењала своје име:
- Године:
- 1334 – Бока
- 1338 – Borzatö Báka
- 1717 — Бока
- 1801 – Српска и Хрватска Бока
- 1898 – Бока (Bóka)

Насеље Виссиг је по тврђењу историчара идентично са поседом (possessio) Fyzugh, који потпада под атар Борзвето — бака (Бока). Тај се посед помиње 1338. у листи папског десетка. Место је имало католичку парохију, носило је име Фусег, и временом од назива Висик и Физиг остаде Фисити.
После изгона Турака 1716. принц Еуген Савојски управу над новоосвојеним покрајином поверио је Банату.
Почетком XI века укључен је Банат у ранофеудалну Угарску, а тиме су створени и услови повољни за ширење католичке црквене организације, коју је подржавала владарска кућа Арпадовића. Баната, а мања насеља су опустела и цркве су почеле тихо да пропадају. Оно што нису уништили Турци, уништило је овдашње становништво насељено на овом простору током XVIII. века, сматрајући те грађевине турским.
Већ 1334. године помиње се Бока као парохијско место које припада Кевинском Комитату. Године 1338. дано је овоме месту мађарско име Borzatö-Baka, јер је лежало на ушћу Брзаве (Брзава). Од 1361 - 1362. године име насељу је опет Бока.
Бока је 1764. године православна парохија и седиште Бокинског протопрезвирата. Аустријски царски ревизор Ерлер је 1774. године констатовао да се место Бока налази у Тамишком округу, Бечкеречког дистрикта. Становништво је било српско. Када је 1797. године пописан православни клир Темишварске епархије у Боки су била три свештеника, Србина. Пароси, поп Теодор Поповић (рукоп. 1765), поп Илија Протић (1785) и поп Јован Поповић (1794).
Одлуком Марије Терезије из 1778. године знатни део поседа загребачког бискупа и Туропољског племства требало је да буде уступљен војној управи. Након дугогодишњих преговора постигнут је споразум 1801. којим су оштећени племићи добили поседе у Банату међу којима и Хрватску Боку. Године 1800. постала је Бока посед загребачког каптола, који је крај насеља основао (1801) ново Хрватску Боку  и населио је хрватским племићима и њиховим кметовима.
Године 1801. изменом добара на ово подручје су дошли Хрвати јер је припадало Загребачкој бискупији, којој су и до тада припадали. Загребачка бискупија је ово подручје (око властелинства Биледа) добила као накнаду за Нове власти у Покупљу нису признавале племићка права дотадашњим становницима на том предију (предијалцима), чији је дотадашњи власник био загребачки бискуп. Да би сачували своја права, у договору с бискупом су одлучили се преселити у Банат. Пресељавати их је почео бискуп Томо Гаљуф 1788. године, а бискуп Максимилијан Врховац је наставио и довршио 1801. године. Предијалци су се населили у Хрватску Боку, Хрватску Кларију (данас спојену са Српском Кларијом у јединствену Кларију, касније преименовану у (Радојево) те у Хрватску Кечу, која је данас у Румунији.
Године 1802. добило је ово ново насеље свог католичког свештеника, а 1840. године подигнута је црква.
У револуцији 1848-1849. године Бока је много страдала, јер су Срби 4. августа 1884. године опљачкали Хрватску Боку, а 4. септембра изгорела је српска црква до темеља, јер су је запалили Мађари 19. јануара 1849. године. Кад су се Мађари повукли, опет су Срби напали Хрватску Боку.
Подигнута је нова црква 1852. године.
Године 1854. обе општине имају (српска и хрватска) укупно 2725 становника. Још 1844. године спремило се 93 православних породица из Боке, заједно са сличним из Великог Гаја и Конака, на селидбу у Кнежевину Србију. Њихови изасланици су обишли подручје које им је српска држава понудила код Кладова, и оно им се свидело. Када су намерачили да заиста крену, чекали су дуго дозволу граничарских власти као и прилику да продају своја имања у Боки. У том избије Мађарска буна, кад су им куће пострадале. Због тога нису успели да изведу покрет ни до 1857. године. Зато су те године обновили молбе за исељење преко Дунава.
Неузински парох поп Стеван Болманац је повео 1880. године српску сиротињу из Баната, у Кнежевину Србију, да би се населили у новоосвојеним крајевима око Ниша, као колонисти. Највише насељеника било је из Српске Неузине и Боке, а скрасили су се у селу Александрову (Мерошини) 1881. године. Ново саграђена пруга прорадила 21. децембра 1895. г. на прузи за Бечкерек и за Чаково. Мађарско министарство унутрашњих дела (бр. 105820-IVa 1898. спојило Српску и Хрватску Боку. Пописано је 31. јануара 1921. г. 2794 становника, од којих је: Срба и Хрвата 1829. осталих Словена - 1; Румуна – 13; Немаца – 232; Мађара – 672 и осталих 72 становника.

## Демографија
У насељу Бока живи 1365 пунолетних становника, а просечна старост становништва износи 41,2 година (38,2 код мушкараца и 44,3 код жена). У насељу има 647 домаћинстава, а просечан број чланова по домаћинству је 2,67 (попис 2002).
Становништво у овом насељу веома је нехомогено, а у последња три пописа, примећен је пад у броју становника.
|  |

| Демографија | Демографија | Демографија |
| Година      | Становника  | Становника  |
| ----------- | ----------- | ----------- |
| 1948.       | 2.912       |             |
| 1953.       | 2.819       |             |
| 1961.       | 3.260       |             |
| 1971.       | 2.673       |             |
| 1981.       | 2.246       |             |
| 1991.       | 1.992       | 1.905       |
| 2002.       | 1.734       | 1.843       |
| 2011.       | 1.410       |             |

| Етнички састав према попису из 2002.‍ | Етнички састав према попису из 2002.‍ | Етнички састав према попису из 2002.‍ | Етнички састав према попису из 2002.‍ | Етнички састав према попису из 2002.‍ |
| ------------------------------------ | ------------------------------------ | ------------------------------------ | ------------------------------------ | ------------------------------------ |
|                                      |                                      |                                      |                                      |                                      |
| Срби                                 | Срби                                 |                                      | 994                                  | 57,32%                               |
| Мађари                               | Мађари                               |                                      | 482                                  | 27,79%                               |
| Хрвати                               | Хрвати                               |                                      | 83                                   | 4,78%                                |
| Роми                                 | Роми                                 |                                      | 47                                   | 2,71%                                |
| Југословени                          | Југословени                          |                                      | 16                                   | 0,92%                                |
| Словаци                              | Словаци                              |                                      | 8                                    | 0,46%                                |
| Македонци                            | Македонци                            |                                      | 7                                    | 0,40%                                |
| Бугари                               | Бугари                               |                                      | 6                                    | 0,34%                                |
| Словенци                             | Словенци                             |                                      | 5                                    | 0,28%                                |
| Румуни                               | Румуни                               |                                      | 4                                    | 0,23%                                |
| Црногорци                            | Црногорци                            |                                      | 1                                    | 0,05%                                |
| Немци                                | Немци                                |                                      | 1                                    | 0,05%                                |
| Муслимани                            | Муслимани                            |                                      | 1                                    | 0,05%                                |
| Буњевци                              | Буњевци                              |                                      | 1                                    | 0,05%                                |
| непознато                            | непознато                            |                                      | 2                                    | 0,11%                                |

| \| \| м \| \| \| ж \| \| ? \| 1 \| \| \| 3 \| \| 80+ \| 15 \| \| \| 30 \| \| 75—79 \| 27 \| \| \| 43 \| \| 70—74 \| 41 \| \| \| 62 \| \| 65—69 \| 51 \| \| \| 75 \| \| 60—64 \| 45 \| \| \| 67 \| \| 55—59 \| 39 \| \| \| 45 \| \| 50—54 \| 68 \| \| \| 54 \| \| 45—49 \| 71 \| \| \| 57 \| \| 40—44 \| 60 \| \| \| 52 \| \| 35—39 \| 61 \| \| \| 49 \| \| 30—34 \| 55 \| \| \| 52 \| \| 25—29 \| 63 \| \| \| 45 \| \| 20—24 \| 59 \| \| \| 36 \| \| 15—19 \| 53 \| \| \| 57 \| \| 10—14 \| 64 \| \| \| 43 \| \| 5—9 \| 57 \| \| \| 49 \| \| 0—4 \| 54 \| \| \| 31 \| \| Просек : \| 38,2 \| \| \| 44,3 \| |      |  |  |      |
| |      |  |  |      |
| | м    |  |  | ж    |
| ? | 1    |  |  | 3    |
| 80+ | 15   |  |  | 30   |
| 75—79 | 27   |  |  | 43   |
| 70—74 | 41   |  |  | 62   |
| 65—69 | 51   |  |  | 75   |
| 60—64 | 45   |  |  | 67   |
| 55—59 | 39   |  |  | 45   |
| 50—54 | 68   |  |  | 54   |
| 45—49 | 71   |  |  | 57   |
| 40—44 | 60   |  |  | 52   |
| 35—39 | 61   |  |  | 49   |
| 30—34 | 55   |  |  | 52   |
| 25—29 | 63   |  |  | 45   |
| 20—24 | 59   |  |  | 36   |
| 15—19 | 53   |  |  | 57   |
| 10—14 | 64   |  |  | 43   |
| 5—9 | 57   |  |  | 49   |
| 0—4 | 54   |  |  | 31   |
| Просек : | 38,2 |  |  | 44,3 |

| Година пописа     | 1948. | 1953. | 1961. | 1971. | 1981. | 1991. | 2002. |
| ----------------- | ----- | ----- | ----- | ----- | ----- | ----- | ----- |
| Број домаћинстава | 741   | 741   | 926   | 803   | 814   | 721   | 647   |

| Број чланова      | 1   | 2   | 3   | 4   | 5  | 6  | 7 | 8 | 9 | 10 и више | Просек |
| ----------------- | --- | --- | --- | --- | -- | -- | - | - | - | --------- | ------ |
| Број домаћинстава | 168 | 185 | 102 | 121 | 44 | 17 | 7 | 1 | 2 | 0         | 2,67   |

| Пол    | Укупно | Неожењен/Неудата | Ожењен/Удата | Удовац/Удовица | Разведен/Разведена | Непознато |
| ------ | ------ | ---------------- | ------------ | -------------- | ------------------ | --------- |
| Мушки  | 709    | 229              | 415          | 37             | 27                 | 1         |
| Женски | 727    | 113              | 416          | 173            | 23                 | 2         |
| УКУПНО | 1.436  | 342              | 831          | 210            | 50                 | 3         |

| Пол    | Укупно                    | Пољопривреда, лов и шумарство | Рибарство                            | Вађење руде и камена | Прерађивачка индустрија       |
| ------ | ------------------------- | ----------------------------- | ------------------------------------ | -------------------- | ----------------------------- |
| Мушки  | 417                       | 229                           | 0                                    | 31                   | 27                            |
| Женски | 186                       | 107                           | 0                                    | 1                    | 15                            |
| Укупно | 603                       | 336                           | 0                                    | 32                   | 42                            |
|        |                           |                               |                                      |                      |                               |
| Пол    | Производња и снабдевање   | Грађевинарство                | Трговина                             | Хотели и ресторани   | Саобраћај, складиштење и везе |
| Мушки  | 3                         | 40                            | 13                                   | 4                    | 21                            |
| Женски | 1                         | 3                             | 16                                   | 6                    | 6                             |
| Укупно | 4                         | 43                            | 29                                   | 10                   | 27                            |
|        |                           |                               |                                      |                      |                               |
| Пол    | Финансијско посредовање   | Некретнине                    | Државна управа и одбрана             | Образовање           | Здравствени и социјални рад   |
| Мушки  | 0                         | 12                            | 24                                   | 5                    | 2                             |
| Женски | 0                         | 1                             | 8                                    | 10                   | 10                            |
| Укупно | 0                         | 13                            | 32                                   | 15                   | 12                            |
|        |                           |                               |                                      |                      |                               |
| Пол    | Остале услужне активности | Приватна домаћинства          | Екстериторијалне организације и тела | Непознато            | Непознато                     |
| Мушки  | 6                         | 0                             | 0                                    | 0                    | 0                             |
| Женски | 0                         | 2                             | 0                                    | 0                    | 0                             |
| Укупно | 6                         | 2                             | 0                                    | 0                    | 0                             |